# Sainte-Foy-Tarentaise
Sainte-Foy-Tarentaise település Franciaországban, Savoie megyében. Lakosainak száma 690 fő (2022. január 1.). Sainte-Foy-Tarentaise La Thuile, Valgrisenche, Montvalezan, Tignes és Villaroger községekkel határos.

## Népesség
A település népessége az elmúlt években az alábbi módon változott:
| Lakosok száma | 784  | 737  | 755  | 768  | 750  | 729  | 707  | 698  | 690  |
|               | 2013 | 2015 | 2016 | 2017 | 2018 | 2019 | 2020 | 2021 | 2022 |